# Kálmán Ihász
Dans le nom hongrois Ihász Kálmán, le nom de famille précède le prénom, mais cet article utilise l’ordre habituel en français Kálmán Ihász, où le prénom précède le nom.
Kálmán Ihász (né le 6 mars 1941 à Budapest en Hongrie et mort le 31 janvier 2019) est un joueur de football international hongrois, qui évoluait au poste de défenseur.

## Biographie

### Carrière en sélection
Avec l'équipe de Hongrie, il joue 26 matchs (pour aucun but inscrit) entre 1962 et 1969. 
Il joue son premier match le 24 juin 1962 contre l'Autriche et son dernier le 3 décembre 1969 contre la Tchécoslovaquie.
Il figure dans le groupe des sélectionnés lors des Coupes du monde de 1962 et de 1966. Il ne joue toutefois pas de matchs lors des phases finales de ces deux compétitions.
Il participe également à l'Euro de 1964, ainsi qu'aux Jeux olympiques de 1964. Il joue 5 matchs lors du tournoi olympique, remportant la médaille d'or après avoir battu la Tchécoslovaquie.
Il joue enfin 8 matchs comptant pour les tours préliminaires des Coupes du monde 1966 et 1970.

## Palmarès
| Vasas SC - Championnat de Hongrie (4) : - Champion : 1960-61, 1961-62, 1965 et 1966. - Coupe de Hongrie (1) : - Vainqueur : 1972-73. - Coupe Mitropa (4) : - Vainqueur : 1960, 1962, 1965 et 1969-70. - Finaliste : 1963. |  | Hongrie - Jeux olympiques (1) : - Or : 1964. |